# Lekkoatletyka na Letnich Igrzyskach Olimpijskich 1980 – trójskok mężczyzn
Trójskok mężczyzn podczas XXII Letnich Igrzysk Olimpijskich w Moskwie rozegrano 24 (kwalifikacje) i 25 lipca 1980 na Stadionie Łużniki. Zwycięzcą został reprezentant Związku Radzieckiego Jaak Uudmäe.

## Rekordy

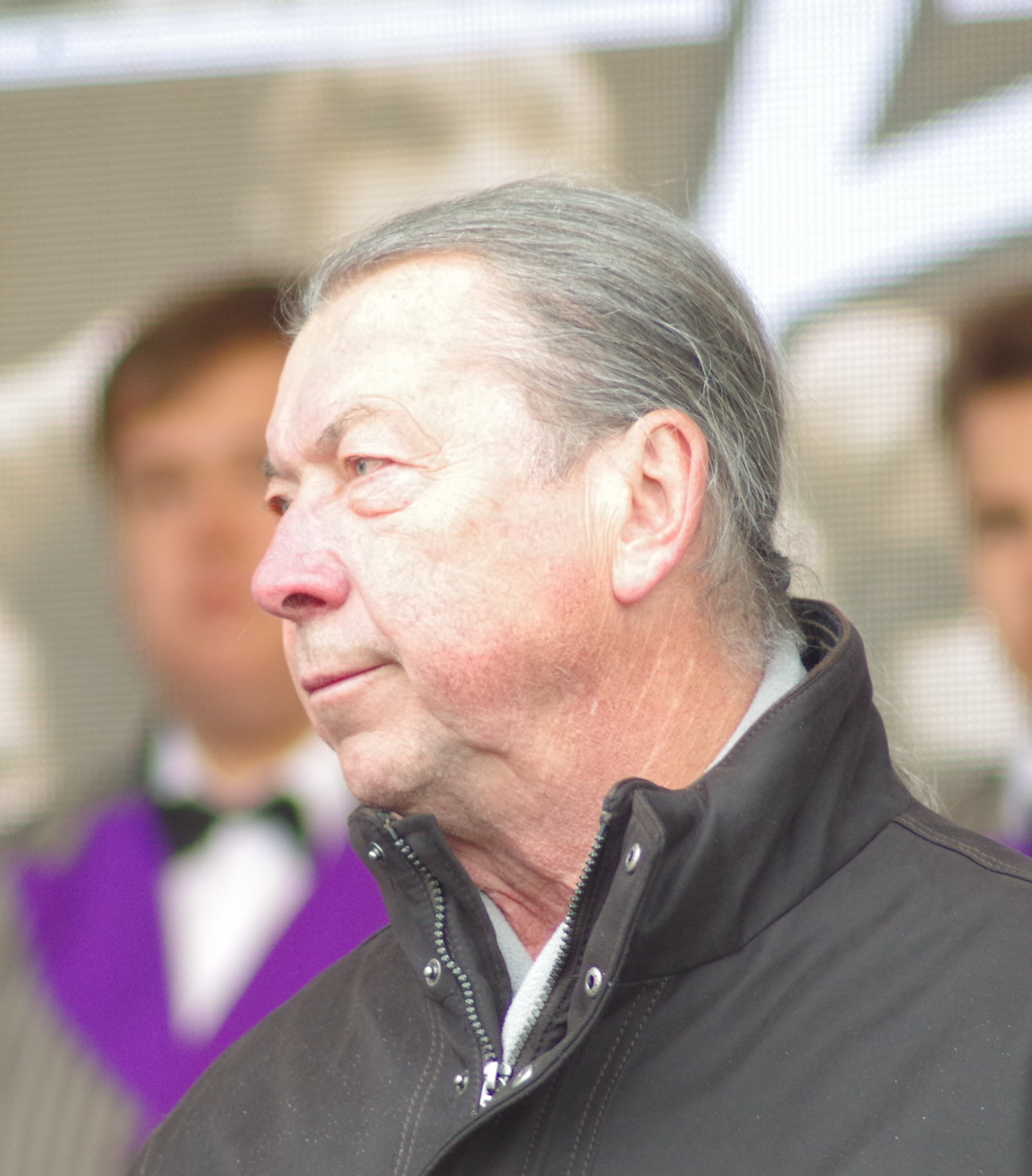
Jaak Uudmäe

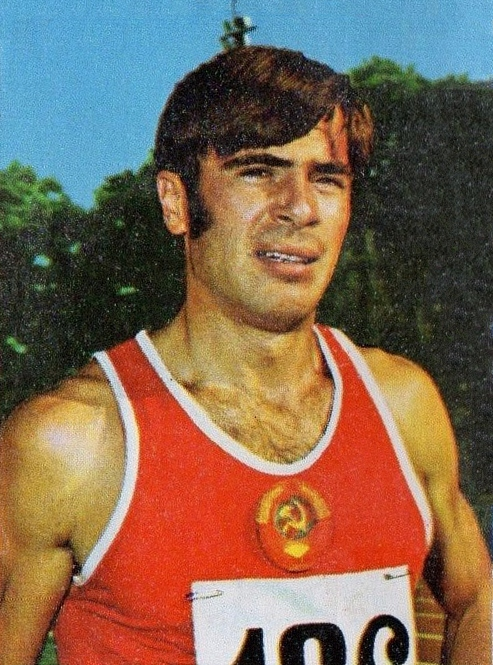
Wiktor Saniejew

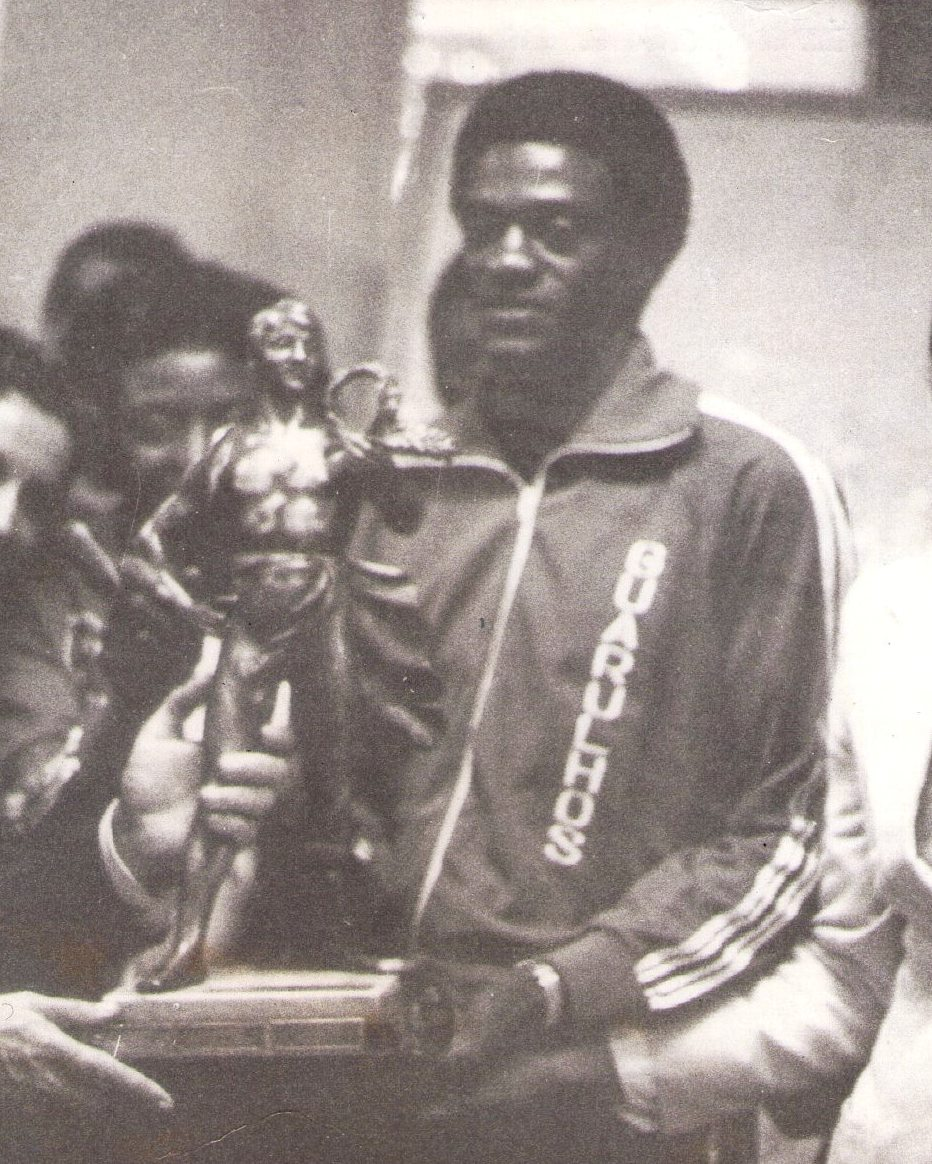
João Carlos de Oliveira

|                   | Zawodnik                | Narodowość | Wynik | Data                      | Miejsce |
| ----------------- | ----------------------- | ---------- | ----- | ------------------------- | ------- |
| Rekord świata     | João Carlos de Oliveira | Brazylia   | 17,89 | 15 października 1975(dts) | Meksyk  |
| Rekord olimpijski | Wiktor Saniejew         | ZSRR       | 17,39 | 17 października 1968(dts) | Meksyk  |

## Wyniki
| Poz. - pozycja |
| – rekord świata \| – rekord krajowy \| – rekord życiowy \| = – wyrównany rekord życiowy \| · – najlepszy wynik w sezonie \| = – wyrównany najlepszy wynik w sezonie \| – rekord olimpijski |
| Fn – falstart \| DNF – nie ukończył \| DNS – nie wystartował \| DSQ – zdyskwalifikowany |

### Kwalifikacje
Do finału awansowali zawodnicy, którzy osiągnęli minimum 16,55 m, względnie 12 najlepszych (gdyby mniej niż 12 zawodników osiągnęło minimum). Skoczkowie startowali w dwóch grupach (A i B).
| Poz. | Grupa | Zawodnik                | Reprezentacja   | Próby | Próby | Próby | Wynik | Uwagi |
| Poz. | Grupa | Zawodnik                | Reprezentacja   | 1     | 2     | 3     | Wynik | Uwagi |
| ---- | ----- | ----------------------- | --------------- | ----- | ----- | ----- | ----- | ----- |
| 1.   | A     | Ian Campbell            | Australia       | 17,02 | –     | –     | 17,02 | Q     |
| 2.   | B     | Ken Lorraway            | Australia       | 15,84 | 16,29 | 16,80 | 16,80 | Q     |
| 3.   | B     | Jewgienij Anikin        | ZSRR            | 16,77 | –     | –     | 16,77 | Q     |
| 4.   | A     | Jaak Uudmäe             | ZSRR            | 16,03 | 16,69 | –     | 16,69 | Q     |
| 5.   | B     | João Carlos de Oliveira | Brazylia        | x     | 16,62 | –     | 16,62 | Q     |
| 6.   | A     | Wiktor Saniejew         | ZSRR            | 16,57 | –     | –     | 16,57 | Q     |
| 6.   | B     | Keith Connor            | Wielka Brytania | 16,57 | –     | –     | 16,57 | Q     |
| 8.   | B     | Armando Herrera         | Kuba            | 16,26 | x     | 16,49 | 16,49 | q     |
| 9.   | B     | Milan Spasojević        | Jugosławia      | 16,21 | 16,48 | –     | 16,48 | q     |
| 10.  | A     | Béla Bakosi             | Węgry           | 15,99 | 16,45 | 16,22 | 16,45 | q     |
| 11.  | B     | Christian Valétudie     | Francja         | 15,99 | 16,43 | 16,39 | 16,43 | q     |
| 12.  | A     | Atanas Czoczew          | Bułgaria        | 16,20 | 16,42 | 16,17 | 16,42 | q     |
| 13.  | A     | Ramón Cid               | Hiszpania       | 16,20 | x     | 16,04 | 16,20 |       |
| 14.  | A     | Moujhed Fahid Khalifa   | Irak            | x     | 15,77 | 15,86 | 15,86 |       |
| 15.  | A     | Abdoulaye Samba Diallo  | Senegal         | x     | 15,51 | 15,68 | 15,68 |       |
| 16.  | B     | Zdzisław Hoffmann       | Polska          | x     | 15,35 | 15,28 | 15,35 |       |
| 17.  | A     | Bogger Mushanga         | Zambia          | 14,79 | –     | –     | 14,79 |       |
| 18.  | B     | Henri Dagba             | Benin           | x     | 13,64 | 14,71 | 14,71 |       |
| 19.  | B     | Dương Đức Thủy          | Wietnam         | 14,51 | 14,19 | 14,59 | 14,59 |       |
| 20.  | B     | Arthure Agathine        | Seszele         | x     | 13,99 | 14,21 | 14,21 |       |
| 21.  | B     | Yadessa Kuma            | Etiopia         | 13,49 | 13,60 | x     | 13,60 |       |
| –    | A     | Alejandro Herrera       | Kuba            | x     | –     | –     | NM    |       |
| –    | A     | Olli Pousi              | Finlandia}      | x     | –     | –     | NM    |       |

### Finał
| Poz. | Zawodnik                | Reprezentacja   | Próby | Próby | Próby  | Próby | Próby | Próby | Wynik |
| Poz. | Zawodnik                | Reprezentacja   | 1     | 2     | 3      | 4     | 5     | 6     | Wynik |
| ---- | ----------------------- | --------------- | ----- | ----- | ------ | ----- | ----- | ----- | ----- |
| 01 ! | Jaak Uudmäe             | ZSRR            | x     | 16,83 | 17,35  | x     | 17,08 | 17,28 | 17,35 |
| 02 ! | Wiktor Saniejew         | ZSRR            | 16,85 | 16,53 | 17,04  | x     | 17,07 | 17,24 | 17,24 |
| 03 ! | João Carlos de Oliveira | Brazylia        | 16,96 | x     | 17,22  | x     | x     | x     | 17,22 |
| 4.   | Keith Connor            | Wielka Brytania | 16,32 | 16,64 | 16,51  | 16,87 | 14,54 | 16,48 | 16,87 |
| 5.   | Ian Campbell            | Australia       | x     | 16,72 | x      | x     | x     | x     | 16,72 |
| 6.   | Atanas Czoczew          | Bułgaria        | 16,12 | 16,55 | x      | x     | –     | 16,56 | 16,56 |
| 7.   | Béla Bakosi             | Węgry           | x     | 16,28 | 16,11  | 16,47 | 16,03 | 15,77 | 16,47 |
| 8.   | Ken Lorraway            | Australia       | 16,12 | 16,44 | 16,20  | 16,40 | –     | 15,70 | 16,44 |
| 9.   | Jewgienij Anikin        | ZSRR            | 16,12 | 15,77 | x      | NQ    | NQ    | NQ    | 16,12 |
| 10.  | Milan Spasojević        | Jugosławia      | 16,09 | 16,08 | 15,93  | NQ    | NQ    | NQ    | 16,09 |
| 11.  | Armando Herrera         | Kuba            | 15,90 | x     | 16,03w | NQ    | NQ    | NQ    | 16,03 |
| –    | Christian Valétudie     | Francja         | x     | –     | –      | NQ    | NQ    | NQ    | NM    |